# Дуб острейший
Дуб острейший (лат. Quercus acutissima) — вид деревьев рода Дуб (Quercus) семейства Буковые (Fagaceae).

## Распространение
Произрастает в Юго-Восточной Азии и в Китае. Также культивируется в Тайване.

## Описание
Дерево высотой 12—18 метров. Цветки — однодомные, то есть в цветке имеются только женские или мужские органы, однако изредка могут встречаться и двудомные.

## Экология
Дуб острейший является кормовым растением множества членистоногих. На дубе острейшем питаются 606 видов членистоногих; большинство этих членистоногих считаются вредителями в Китае.
Также дерево поражается грибами, как в живом состоянии, так и мёртвое. Насчитывается 96 видов грибов, которые ассоциируются с дубом острейшим.

## Изменчивость
Есть две разновидности дуба острейшего:
- Quercus acutissima var. septentrionalis Liou — произрастает в провинциях Хэбэй и Шаньдун. Молодые побеги гладкие или имеют редкое опушение.
- Quercus acutissima var. depressinucata H.W.Jen et R.Q.Gao — произрастает на склонах или в долинах на высоте 150—300 метров в провинции Шаньдун. Жёлуди немного уплощённые.